# Diarrhegma
Diarrhegma este un gen de muște din familia Tephritidae.

Cladograma conform Catalogue of Life:
| Diarrhegma | \| \| Diarrhegma modestum \| \| \| \| \| \| Diarrhegma paritii \| \| \| \| |
|            | \| \| Diarrhegma modestum \| \| \| \| \| \| Diarrhegma paritii \| \| \| \| |
|            | Diarrhegma modestum                                                        |
|            |                                                                            |
|            | Diarrhegma paritii                                                         |
|            |                                                                            |